# Larix czekanowskii
Larix czekanowskii é uma espécie de conífera da família Pinaceae.
Apenas pode ser encontrada na Rússia.